# Ti Oluwa Ni Ile
Ti Oluwa Ni Ile (en español: La tierra es del Señor) es una película dramática yoruba de Nollywood dirigida por Tunde Kelani. Estrenada en 1993 a través de Mainframe Films and Television Productions, fue la primera película de Tunde Kelani como director de cine. Fue realizada en tres partes y catalogada como una de las diez películas yoruba más vendidas.

## Sinopsis
Hombres codiciosos venden parte de una tierra ancestral a cambio de sobornos. Los nuevos propietarios son una empresa petrolera. Sin embargo, el portavoz de los dioses revela que la tierra pertenece a las deidades terrenales y, por lo tanto, no es apta para una gasolinera. Los vendedores de tierras mueren repentinamente y el jefe se da cuenta de que es el siguiente en morir. Entonces aude al oráculo en busca de ayuda y este le dice que sobrevivirá si puede evitar que el cuerpo del segundo conspirador sea sepultado. La historia sigue sus inútiles intentos de evitar el eventual entierro. El oráculo le da una segunda oportunidad, pero él huye y se enfrenta a una serie de eventos desafortunados. Finalmente, regresa a casa y descubre que lo han dado por muerto. Intenta recuperar su título tradicional, pero los espíritus de sus co-conspiradores vienen por su vida.

## Elenco
- Kareem Adepoju
- Dele Odule
- Lekan Oladapo
- Yemi Shodimu
- Yetunde Ogunsola
- Oyin Adejobi
- Gbolagbade Akinpelu
- Jide Oyegunle
- Akin Sofoluwe